# Niederhutstraße 42

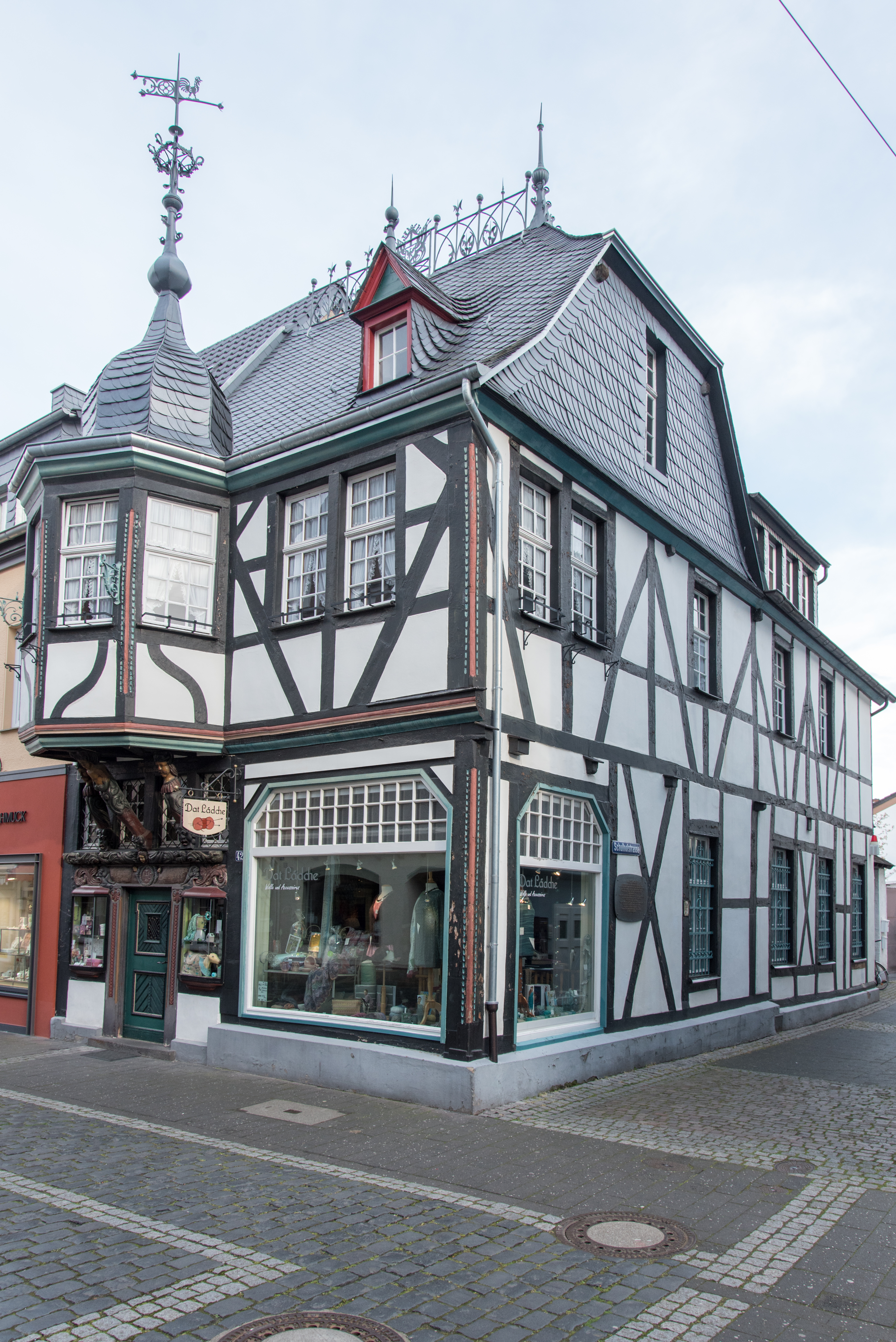
Fachwerkhaus Niederhutstraße 42 in Ahrweiler (links ist der veränderte Teil des Hauses zu sehen)

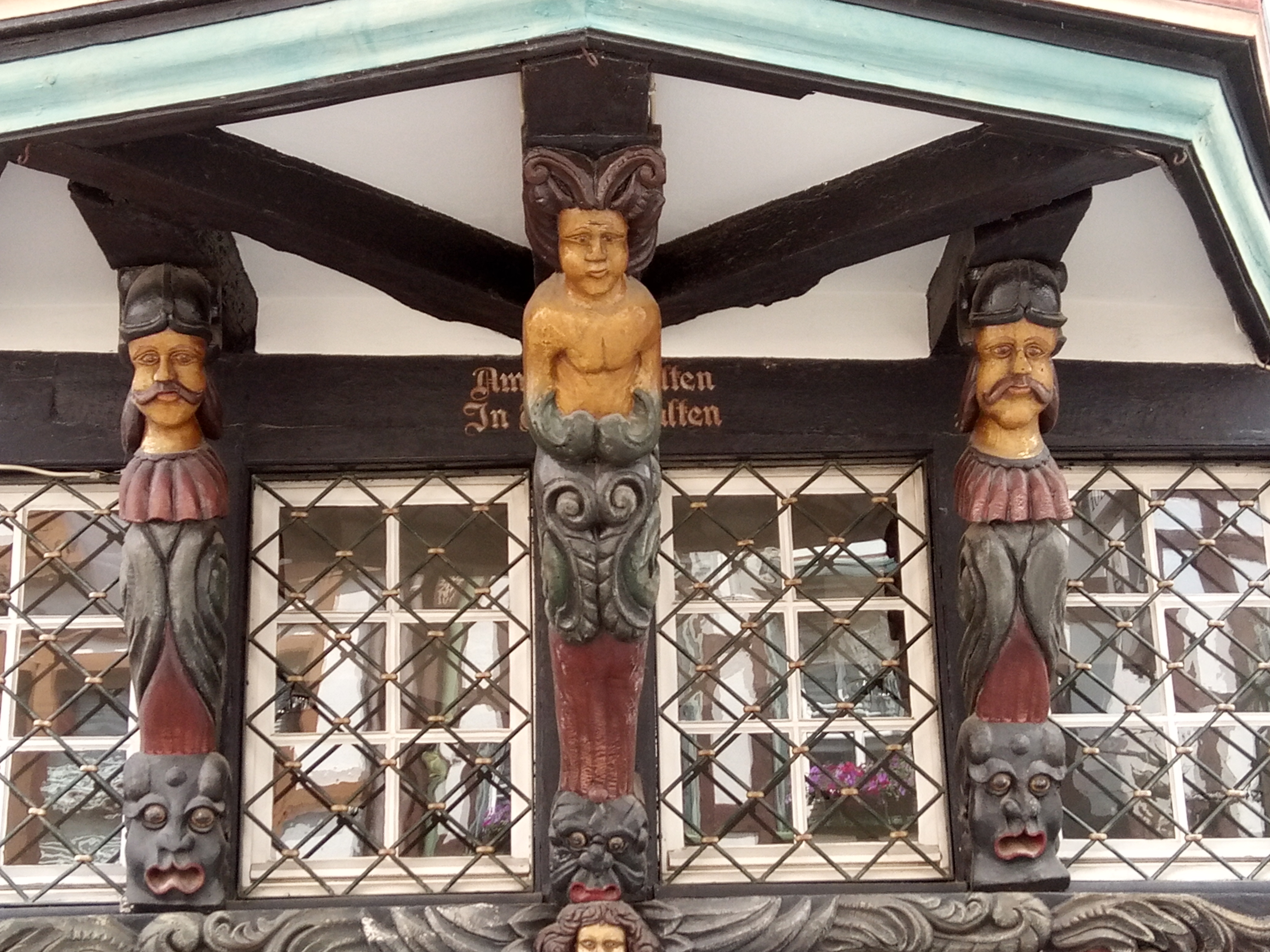
Geschnitzte Konsolen des Erkers

Das Gebäude Niederhutstraße 42 (auch als Wolfsches Haus bezeichnet) in Ahrweiler, einem Stadtteil von Bad Neuenahr-Ahrweiler im Landkreis Ahrweiler in Rheinland-Pfalz, wurde 1621 errichtet. Das Fachwerkhaus an der Ecke zur Schulhofstraße, das ursprünglich als Gerichtshaus genutzt wurde, ist ein geschütztes Kulturdenkmal. 
Der zweigeschossige Fachwerkbau, der auf geschnitzten Streben vorkragt, hat einen polygonalen Erker mit geschweifter Schieferhaube, die von einem Dachknauf mit Wetterfahne bekrönt wird. Der Erker bildete ursprünglich die Mitte des Hauses, jedoch wurde der linke Teil mit neuer Fassade abgetrennt und bildet seitdem ein eigenes Haus. Unter dem Erker ist der Türsturz mit einer Inschrift und der Jahreszahl 1621 versehen. 
Das heutige Wohn- und Geschäftshaus mit Krüppelwalmdach erhielt im 19. Jahrhundert einen rückwärtigen Fachwerkanbau.